# PhotoRec
PhotoRec – darmowy i otwartoźródłowy program do odzyskiwania utraconych plików z pamięci aparatów i innych urządzeń cyfrowych (karty CompactFlash, Memory Stick, Secure Digital, SmartMedia, Microdrive, MMC, pamięć USB), dysków twardych i płyt CD-ROM. Spośród całej masy obsługiwanych formatów, odzyskuje m.in. popularne formaty zdjęć (JPEG), grafiki (PNG, GIF), pliki audio (MP3, Ogg), dokumenty (OpenDocument, Microsoft Office, PDF, HTML) czy pliki archiwów (ZIP, RAR).
PhotoRec nie próbuje zapisywać odzyskiwanych plików na uszkodzonych nośnikach, z których użytkownik odzyskuje dane - domyślnie zapisywane są one w katalogu roboczym PhotoReca, pozostawiając jednak użytkownikowi możliwość wyboru dowolnego katalogu.
PhotoRec jest dostarczany z programem TestDisk i można go pobrać ze strony internetowej CGSecurity. Pakiet można znaleźć także na różnej maści Linux Live CD, jest również dołączany do licznych dystrybucji systemu *nix (głównie tych opartych na Linuksie).

## Obsługiwane systemy operacyjne
- DOS
- Microsoft Windows: 9x, NT4, 2000, XP, 2003, Vista, 2008, 7, 8
- GNU/Linux
- FreeBSD, NetBSD, OpenBSD
- SunOS
- Mac OS X